# Изолована тачка
У топологији, грани математике, тачка x скупа S се назива изолованом тачком у S, ако постоји околина x која не садржи друге тачке из .
Специфично, у еуклидском простору (или метричком простору),
x је изолована тачка у S, ако је могуће наћи отворену лопту око x која не садржи друге тачке из .
Еквивалентно, тачка x из S је изолована тачка у S ако и само ако она није гранична тачка за S.
Скуп који се састоји само од изолованих тачака назива се дискретним скупом. Сваки дискретни подскуп еуклидског простора је пребројив, јер изолација сваке од његових тачака значи да он може да буде пресликан 1-1 у скуп тачака са рационалним координатама, којих је пребројиво много. Међутим, скуп може да буде пребројив, али не и дискретан (на пример, скуп рационалних бројева). Види чланак дискретан простор.
Затворени скуп без изолованих тачака се назива савршеним скупом.
Број изолованих тачака је тополошка инваријанта, то јест, ако су два тополошка простора {\displaystyle X} и {\displaystyle Y} хомеоморфна, број изолованих тачака у њима је једнак.

## Примери
Тополошки простори у следећим примерима се сматрају потпросторима реалне праве.
- За скуп {\displaystyle S=\{0\}\cup [1,2]}, тачка 0 је изолована тачка.
- За скуп {\displaystyle S=\{0\}\cup \{1,1/2,1/3,\dots \}}, свака од тачака 1/k је изолована тачка, али 0 није изолована тачка јер постоје друге тачке из S које су произвољно близу 0.
- Скуп {\displaystyle {\mathbb {N} }=\{0,1,2,\ldots \}} природних бројева је дискретан скуп.